# Het maagdenbos
Het maagdenbos is een Belgische stripreeks van scenarist Jean Dufaux en tekenares Béatrice Tillier. Het eerste nummer verscheen in 2008 bij uitgeverij Delcourt.
In 2011 verscheen de reeks in het Nederlands.